# Золотистолобая листовка
Золотистоло́бая, или золотоло́бая, или желтоло́бая листо́вка (лат. Chloropsis aurifrons) — вид птиц из рода листовок семейства листовковых. Распространён в Азии.
Обитает в лесах. Питается членистоногими и фруктами. Окраска бо́льшей части перьев зелёная. Голова и горло окрашены ярко: лоб оранжевый, подбородок синий, чёрные горло и полоски от глаз к клюву.

## Этимология
Видовое название — aurifrons, образовано из двух латинских слов: aurum — золото и frons — лоб.

## Описание

### Внешний вид
Средних размеров птица с длиной туловища 17—19 см. Окраска оперения преимущественно зелёная. Лоб птицы оранжевый. Подбородок синий. Чёрным окрашено пространство между клювом и глазами, а также окантовано синее пятно на подбородке.

### Голос
Певчая птица. Поёт сидя на высокой ветке дерева.

## Подвиды
В составе вида различают 6 подвидов:
- C. a. aurifrons (Temminck, 1829)
- C. a. frontalis (Pelzeln, 1856)
- C. a. incompta  Deignan, 1948
- C. a. inornata Kloss, 1918
- C. a. insularis Whistler & Kinnear, 1932
- C. a. pridii Deignan, 1946

## Размножение
Период размножения проходит весь год. В разных регионах пик размножения приходится на разные месяцы.

## Питание
В рацион входит как животная, так и растительная пища. Золотистолобые листовки едят различные виды членистоногих, фрукты и нектар. Они кормятся как поодиночке, так и парами или группами.

## Распространение
Золотистолобые листовки обитают на обширных территориях полуострова Индокитай и некоторых островах: в Бангладеш, Бутане, Камбодже, Китае, Индии, Лаосе, Мьянме, Непале, Шри-Ланке, Вьетнаме. Селятся эти птицы в лесах. Ведут оседлый образ жизни.